# Voinești (Iași)
Voineşti es una comuna ubicada en el distrito de Iași, Rumania.

## Superficie
Cuenta con una superficie de 66,54 kilómetros cuadrados.

## Demografía
Hasta 2021 la población era de 7105 habitantes, con una densidad de población de 106,8 habitantes por kilómetro cuadrado.